# Mercia
Mercia, også stavet Mierce, var i middelalderen et af de angelsaksiske kongedømmer i datidens England. Det var et af de syv kongedømmer i Heptarkiet og lå i den nuværende region Midlands. Kerneområdet var i dalen, som floden Trent løber igennem. I moderne tid bliver navnet sjældent brugt med undtagelse af politistyrken, som kaldes West Mercia Constabulary.
Mercias udvikling i tiden før anglernes og saksernes invasion er uklar. Arkæologiske undersøgelser viser, at anglerne bosatte sig nord for Themsen før det 6. århundrede. Navnet på riget var det angelsaksiske ord for «grænsefolk», og den mest brugte tolkning er, at Mercia udviklede sig langs grænsen mod waliserne. Alternativt er det grænsen mod Northumbria, der er tale om.
Den første kendte konge af Mercia var Creoda, som skulle være et oldebarn af Icel, som også Winston Churchills slægt skulle nedstamme fra. Creoda kom til magten omkring 585, og han blev efterfulgt af sin søn Pybba i 593.
En af de mest kendte af konger af Mercia var Penda, som regerede fra 626 til 655. Gennem en alliance med kongen af Gwynedd lykkedes det ham besejre og dræbe Edwin af Northumbria, men han faldt selv senere i Slaget ved Winwaed. I løbet af hans regeringstid var Mercias omdømme og styrke blevet forøget kraftigt, og som en konsekvens af hans død indtrådte der en midlertidig nedgangsperiode, der førte til, at Oswiu overtog magten fra Pendas søn Peada i 656. I 658 sørgede et oprør for, at en anden søn af Penda, Wulfhere, blev indsat som konge. Han herskede til 675 og kom langt i genoprettelsen af Mercias magtposition, men mod slutningen af hans regeringstid led Mercia igen nederlag på slagmarken til Northumbria.
Under Offa af Mercia i sidste halvdel af 700-tallet blev der etableret en vold som grænse mod de walisiske kongeriger.